# Zbirka muzikalija i audiomaterijala Nacionalne i sveučilišne knjižnice u Zagrebu
Zbirka muzikalija i audiomaterijala Nacionalne i sveučilišne knjižnice u Zagrebu, zbirka je građe posebne vrste koja skuplja, čuva, obrađuje i daje na korištenje tiskane muzikalije, glazbene ostavštine hrvatskih skladatelja te fond zvučne glazbene građe.

## Povijesni prikaz
Jezgra Zbirke muzikalija nastala je 1945. godine, izdvajanjem notne građe od knjižnog tekstualnog fonda Knjižnice. Fond se sustavno prikupljao obveznim primjerkom, kupnjom i darom, a sadrži tiskane i rukopisne note, ostavštine hrvatskih skladatelja te opsežan fond zvučne građe.

## Djelatnost i fond zbirke
Zbirka sakuplja, obrađuje, pohranjuje i daje na korištenje tiskane muzikalije, glazbene ostavštine hrvatskih skladatelja te fond zvučne glazbene građe. Cjelokupna građa dostupna je korisnicima Nacionalne i sveučilišne knjižnice, dok sam fond Zbirke sadrži približno 17 000 svezaka tiskanih nota, 3000 svezaka rukopisnih nota, 23 600 naslova gramofonskih ploča, 5700 naslova kaseta te 7447 kompaktnih diskova.
Tijekom godina fond je Zbirke popunjavan umnogome obveznim primjerkom domaćih izdanja tiskanih nota i zvučne građe, a u manjem opsegu kupnjom inozemne Croatice te stranih izdanja. Od 1964. godine Zbirka prikuplja gramofonske ploče i kasete, a od 1989. godine kompaktne diskove te glazbene DVD-e.
Rukopisne muzikalije u sastavu Zbirke najčešće su u sklopu ostavština hrvatskih skladatelja te su najvećim dijelom nabavljene darom ili, u manjem opsegu, kupnjom.
Zbirka sadrži i fond referentne literature te stručne knjige s područja glazbe.

## Osobito vrijedna građa
Najvrjednija građa Zbirke svakako su rukopisna djela i glazbene ostavštine hrvatskih skladatelja, od kojih ističemo djela Vatroslava Lisinskog, Blagoja Berse, Ivana Zajca, Ferde Livadića, Ivana Padovca, Božidara Širole, Jakova Gotovca, Frana Lhotke, Ivana Brkanovića, Branimira Sakača, Antuna Dobronića, Jacoba Petrusa Haibela, Stanislava Prepreka i drugih.
U Zbirci je treće izdanje zbornika Cithara octochorda iz 1757., najopsežnijeg i prvog tiskanog glazbenog zbornika s latinskim i kajkavskim tekstovima pjesama namijenjenih zborskome i pučkome pjevanju. 
Bitno je istaknuti i historijske zvučne snimke – zbirka šelak gramofonskih ploča na 78 okretaja, zbirka starih i vrijednih gramofonskih ploča proizvedenih u početcima razvoja nakladništva zvuka u Hrvatskoj. Riječ je o šelak gramofonskim pločama na 78 okretaja koje je početkom 20. stoljeća objavila tvrtka Edison Bell Penkala iz Zagreba te o pločama stranih izdavača u izvedbama hrvatskih izvođača. U svrhu zaštite i dostupnosti građe započelo se s projektom digitalizacije ploča.
Iznimno je vrijedna zbirka nosača zvuka Fonoteka Čapka, jedinstvena zbirka koja sadrži više od 6000 jedinica gramofonskih ploča, dar privatnog sakupljača inženjera Eduarda Čapke. Zbirka gramofonskih ploča sustavno se prikupljala više od 70 godina i sadrži brojna diskografska izdanja, od starijih šelak gramofonskih ploča na 78 o/min do novijih izdanja vinilnih ploča, na kojima su zabilježena djela klasične glazbe hrvatskog i inozemnog repertoara. Osim klasične glazbe, fonoteka sadrži unikatne i rijetke šelak ploče na 78 okretaja /min na kojima su, između ostalog, snimljene folklorne pjesme, šlageri te salonska glazba s početaka hrvatske fonografije. Svojim sadržajem fonoteka predstavlja vrijednu i jedinstvenu zbirku zvučne glazbene baštine.

## Katalozi
Abecedni i stručni katalozi muzikalija, audiomaterijala i rukopisne građe, online katalog NSK i digitalizirani abecedni katalog Zbirke muzikalija i audiomaterijala.

## Korištenje
Građa se koristi samo unutar čitaonice Zbirke gdje se dobivaju sve potrebne informacije i reference. Mikrofilmska i druga snimanja obavljaju se prema dogovoru.
Korisnicima stoje na usluzi slušaonice opremljene AV opremom za grupni ili individualni rad te studijski rad.

## Vanjske poveznice
- Portal NSK  Arhivirana inačica izvorne stranice od 18. veljače 2012. (Wayback Machine)